# Brian Selznick
Brian Selznick (ur. 14 lipca 1966 w East Brunswick) – amerykański ilustrator i pisarz. Jest autorem ilustracji do książek The Invention of Hugo Cabret (2007), Wonderstruck (2011), oraz The Marvels (2015). W 2008 roku za stworzenie ilustracji do pierwszej z książek otrzymał Medal Caldecotta, a w 2017 Inkpot Award. Na prośbę wydawnictwa Scholastic Press zaprojektował specjalną urodzinową serię okładek książek z serii powieści o Harrym Potterze.
Selznick urodził się i dorastał w East Brunswick w stanie New Jersey, gdzie w 1984 roku ukończył East Brunswick High School. Jest najstarszym z trójki dzieci małżeństwa o żydowskich korzeniach. Jego dziadek był kuzynem znanego hollywoodzkiego producenta Davida O. Selznicka. Ukończył Rhode Island School of Design, następnie pracował w księgarni Eeyore's Books for Children na Manhattanie, pisząc książkę The Houdini Box. Opowiada ona o przypadkowym spotkaniu pewnego chłopca ze słynnym iluzjonistą Harrym Houdinim i jego następstwach. Miała 56 stron, została opublikowana przez Alfreda A. Knopfa w 1991 roku. Publikacja ta stała się jego debiutem pisarskim. Książki Briana Selznicka przetłumaczono na ponad 35 języków.

## Twórczość
- A Buried History of Paleontology – The remains of Waterhouse Hawkins (wraz z Davidem Serlinem)[19]

- The Hugo movie companion: a behind the scenes look at how a beloved book became a major motion picture[20][21]
- The Houdini Box[22]
- The Robot King[23]
- The Boy of a Thousand Faces[24]
- The Invention of Hugo Cabret: a novel in words and pictures[25]
- Wonderstruck: a novel in words and pictures[26]
- The Marvels[27]
- Baby Monkey, Private Eye (wraz z Davidem Serlinem)[28]
- The Dinosaurs of Waterhouse Hawkins: an illuminating history of Mr. Waterhouse Hawkins, artist and lecturer[29]